# Dziewięć Bohaterek

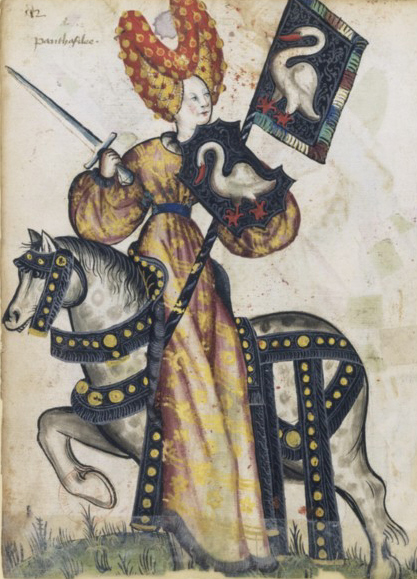
Pentezylea według miniatury w Petit armorial équestre de la Toison d'or, ok. 1460-1470

Dziewięć Bohaterek (fr. neuf preuses, niem. Neun Heldinnen, wł. donne illustre) – trzy triady historycznych, biblijnych i legendarnych kobiet, będące żeńskim odpowiednikiem średniowiecznego toposu o Dziewięciu Bohaterach. Paralela ta ma genezę w późnym średniowieczu, jednakże w pełni wykrystalizowała się we wczesnym renesansie. Wówczas wyszczególniono triady odnoszące się do pogaństwa, judaizmu i chrześcijaństwa.
Początkowo bohaterskich kobiet szukano wśród legendarnych władczyń i Amazonek, stawiając w centrum postacie takie jak Pentezylea, Tomyris i Semiramida. Thomas z Saluces wspomina w swoim Le chevalier, napisanym w latach 1403-1404, m.in. Hippolitę, Pentezyleę i  Semiramidę. Francuski pisarz Sébastien Mamerot w Histoire des neuf preux et des neuf preuses' (1460-1461) wspomina o Deborze, Judycie, Esterze, Zuzannie, Lukrecji, Boudicei, Mariamme, Klotyldzie i Antygonie.
Ostatecznie na cykl neuf preuses złożyły się: triada ze świata antycznego – Lukrecja, Weturia i Werginia, bohaterki z historii żydowskiej – Judyta, Jael i Estera oraz święte chrześcijańskie – Święta Helena, Brygida Szwedzka i Elżbieta z Turyngii.
Według powyższego schematu temat Dziewięciu Bohaterek przedstawił m.in. Hans Burgkmair starszy w cyklu złożonym z sześciu drzeworytów. Artysta wykonał je w latach 1516–1519. Ich identyfikację ułatwiają umieszczone ponad głowami inskrypcje, a także atrybuty. Kobiety, u których stóp leżą tarcze herbowe, charakteryzują się zróżnicowanymi strojami, nawiązującymi do różnych epok.